# 埃科西讷
埃科西讷（法語：Écaussinnes，法語發音：[ekosin]）是比利时瓦隆大区埃諾省蘇瓦尼區的一个市镇，通行法语，是比利时法语社群的一部分，面积34.77平方千米，人口11,135人（2018年1月1日）。